# Abrocoma
Rats chinchillas
Genre
Le genre Abrocoma comprend les espèces des petits rongeurs originaires de la cordillère des Andes aussi appelés rats-chinchillas.
Ce genre a été décrit pour la première fois en 1837 par le zoologiste britannique George Robert Waterhouse (1810-1888).

## Liste des espèces
Selon Mammal Species of the World (version 3, 2005)  (27 sept. 2012)  et ITIS (27 sept. 2012) :
- Abrocoma bennettii Waterhouse, 1837 - le Rat-chinchilla du Chili ou Rat-chinchilla de Bennett[4]
- Abrocoma boliviensis Glanz et Anderson, 1990
- Abrocoma budini Thomas, 1920
- Abrocoma cinerea Thomas, 1919 - le Rat-chinchilla cendré[4],[1]
- Abrocoma famatina Thomas, 1920
- Abrocoma shistacea Thomas, 1921
- Abrocoma uspallata Braun & Mares, 2002
- Abrocoma vaccarum Thomas, 1921

Selon NCBI (27 sept. 2012) :
- Abrocoma bennettii
- Abrocoma cinerea